# Liste des souverains des Tonga
Les îles Tonga sont une monarchie constitutionnelle dirigée par des chefs suprêmes puis les rois des Tonga.
Le royaume tongien moderne date du XIXe siècle, mais d’autres dynasties ont régné sur tout ou partie des Tonga depuis des siècles. La dynastie Tuʻi Manuʻa, la plus ancienne dont l’histoire orale tongienne ait conservé trace, précède la fondation de l’Empire Tuʻi Tonga (vers 950). La dynastie Tuʻi Tonga, elle, est fondée par 'Aho'eitu au début du Xe siècle, et ne s’éteint officiellement qu’en 1865, mais est écartée du pouvoir vers la fin du XVe siècle. L’actuelle famille royale est issue de la dynastie des Tu'i Kanokupolu, fondée au XVIIe siècle.

## Chefs suprêmes des Tonga(Tuʻi Tonga)
- Jusqu’en 1777 : Pulotu II
- 1777-1784 : Fatafehi Paulaho
- 1784-1786 : Fatafehi Maʻulupekotofa
- 1793-1810 : Fatafehi Fununuiava
- 1827 – 9 décembre 1865 : Fatafehi Laufilitonga
- 9 décembre 1865 – 4 novembre 1875 : Siaosi (futur roi George Tupou Ier).

## Rois des Tonga(Kingi Tonga)
| Nom                 | Début du règne    | Fin du règne      |
| ------------------- | ----------------- | ----------------- |
| George Tupou Ier    | 4 novembre 1875   | 18 février 1893   |
| George Tupou II     | 18 février 1893   | 5 avril 1918      |
| Salote Tupou III    | 5 avril 1918      | 16 décembre 1965  |
| Taufaʻahau Tupou IV | 16 décembre 1965  | 10 septembre 2006 |
| George Tupou V      | 10 septembre 2006 | 18 mars 2012      |
| Tupou VI            | 18 mars 2012      | en fonction       |